# Jaunjelgava
Jaunjelgava est une ville située dans la municipalité d'Aizkraukle et la région de Sémigalie en Lettonie.

## Géographie
La ville s'étend sur 6,15 km2 dans le sud de la Lettonie, sur la rive gauche de la Daugava, à 80 km au sud-est de Riga.

## Toponymie
Le nom de la ville signifie « Nouvelle-Jelgava » et a été nommée en référence à la ville de Jelgava, ancienne capitale du duché de Courlande.
Son nom en allemand était Friedrichstadt et elle était connue sous cette appellation dans l'Empire russe.
En letton, le nom de Jaunjelgava a changé plusieurs fois. Elle a été appelée Sērens au XIIIe siècle, Jaunpilsēta (« Nouvelle ville ») au XVIe siècle, Jelgaviņa (« petite Jelgava ») ou Jaun Jelgava (« nouvelle Jelgava ») aux XVIIe – XIXe siècles. 

## Histoire
En 1567, Gotthard Kettler, duc de Courlande et Sémigalie, donne le nom de Neustadt au petit port établi sur la Daugava.
Partie de la Zone de Résidence, la ville dénombrait une population juive importante qui la
connaissait sous le nom de "Nouvelle-Riga" ou Nairi (abréviation du yiddish Nai Riga ). 
Après l'ouverture de la ligne ferroviaire Riga-Daugavpils en 1861, la Daugava, et donc la ville, perd de son importance. Cependant, à la fin du XIXe siècle, la ville comptait encore une dizaine de banques et diverses compagnies d'assurance, 60 entreprises commerciales, 23 entreprises industrielles et un hôpital. En 1909, une liaison téléphonique est établie entre Friedrichstadt, Riga et Jelgava. 

## Démographie
1914, la ville comptait 7 300 habitants.
La population s'élevait à 2 127 habitants en 2016

## Personnalités
- Otto Rosenberg (1888-1919), orientaliste

## Galerie

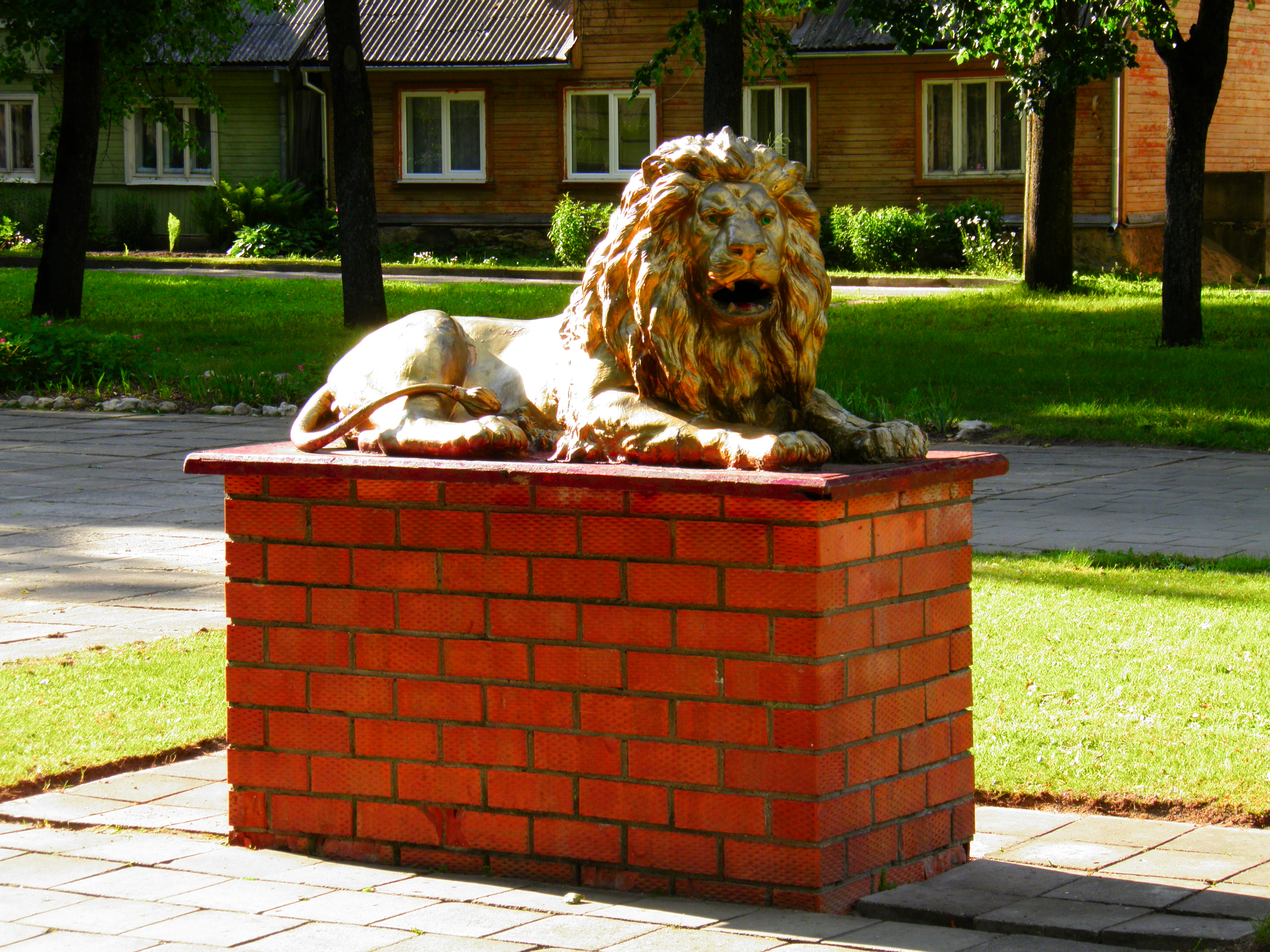
Sculpture d'un lion, symbole de Jaunjelgava.
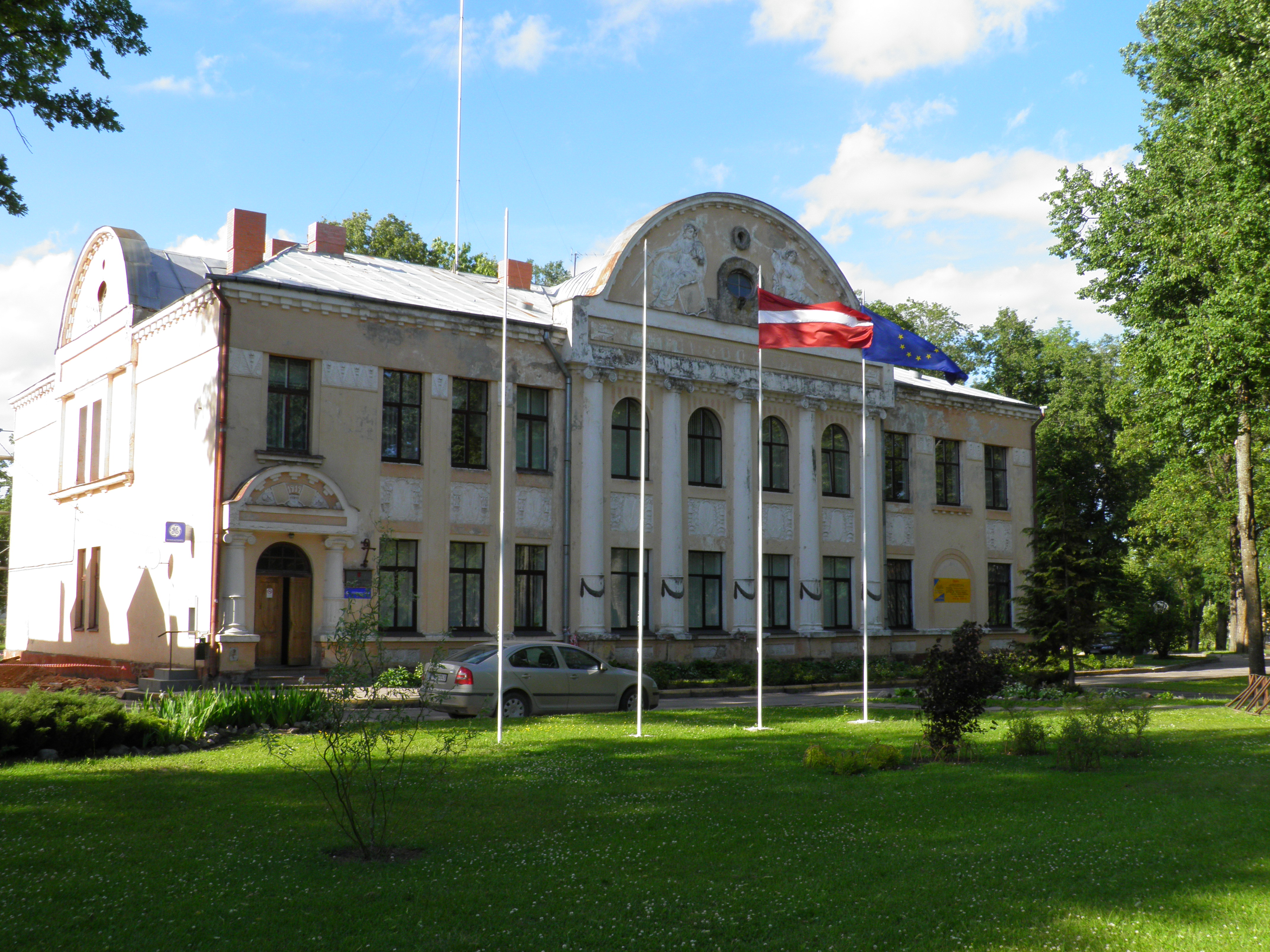
La mairie de Jaunjelgava.
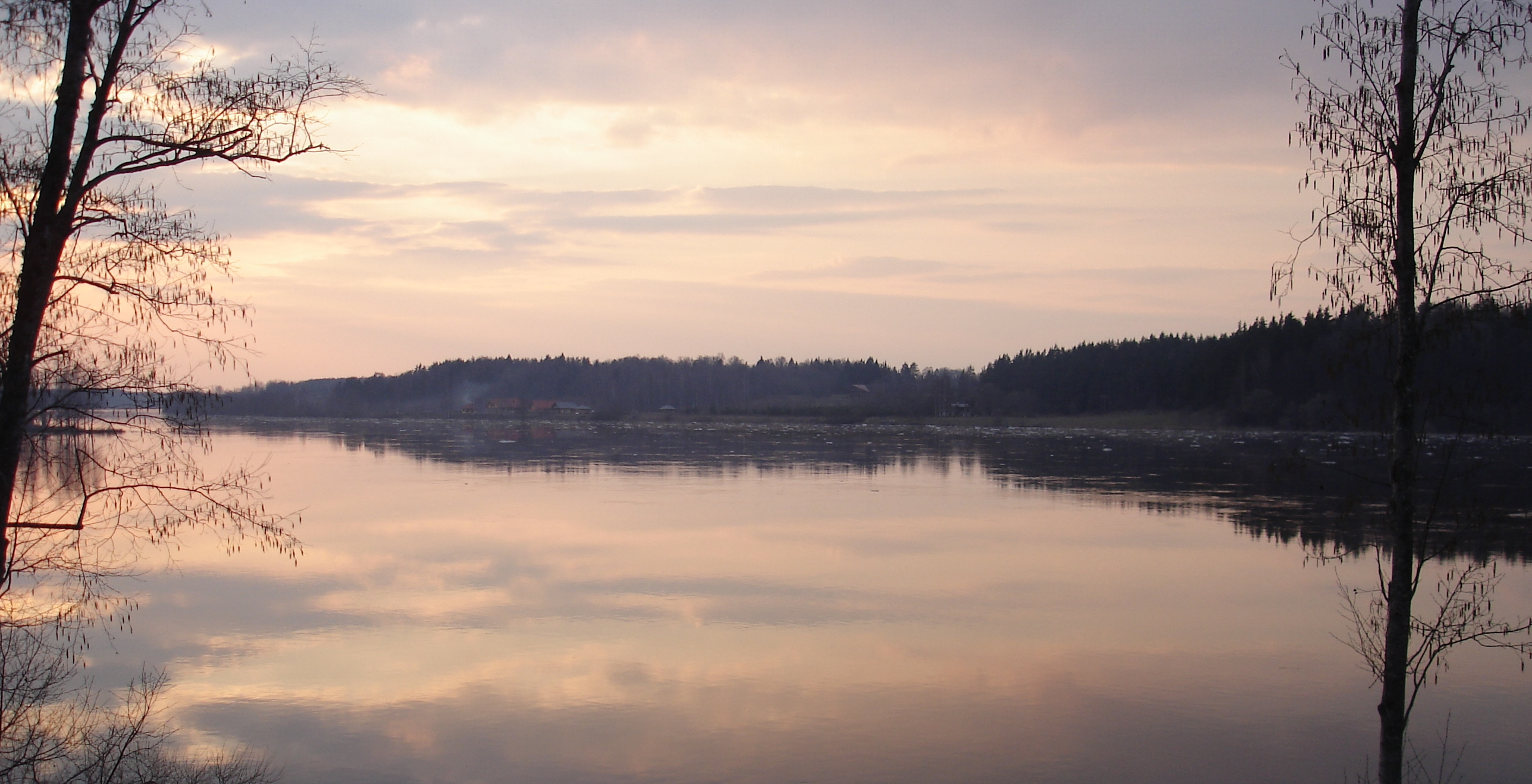
La rivière Daugava.
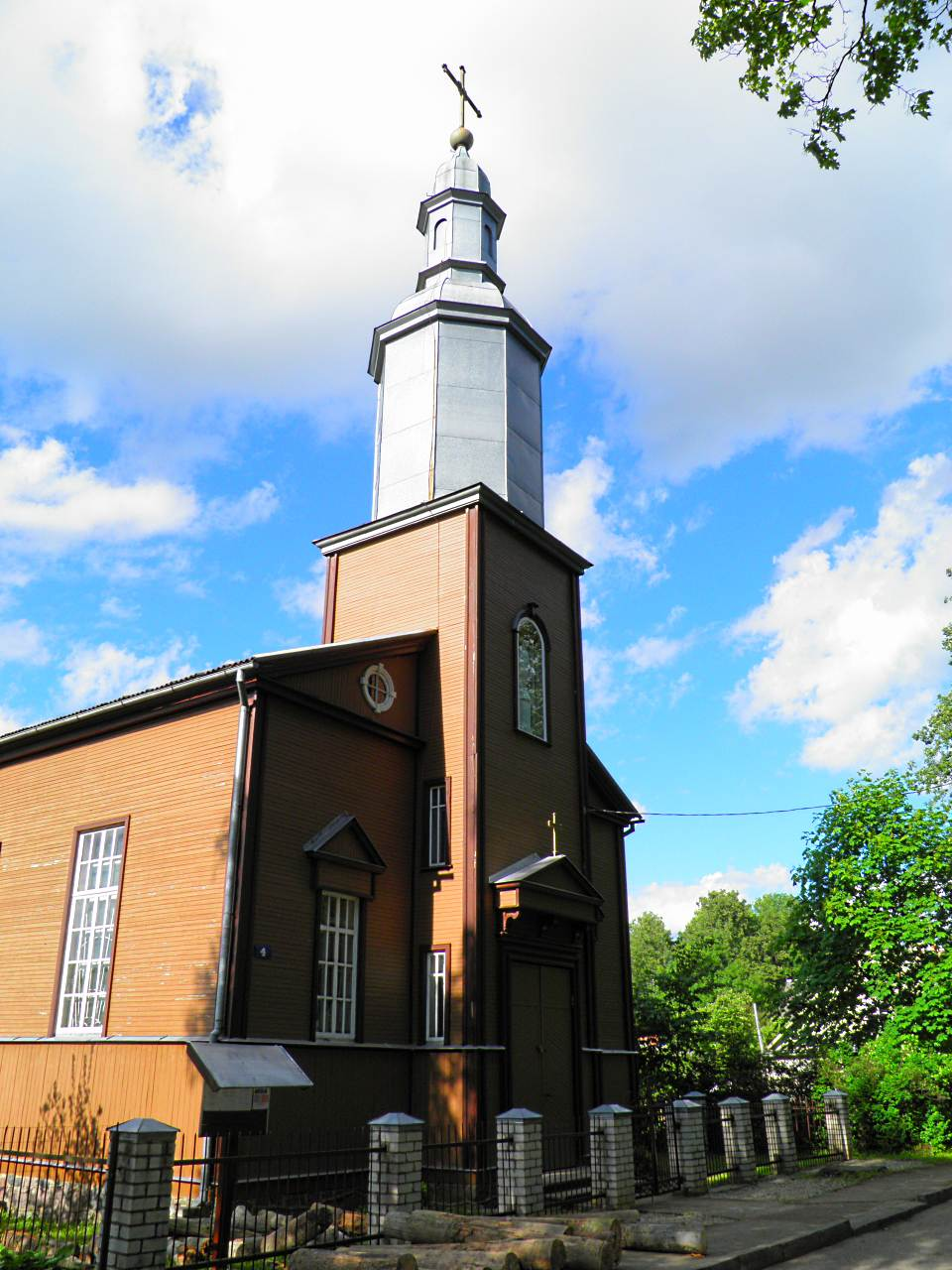
L'église catholique de Jaunjelgava.
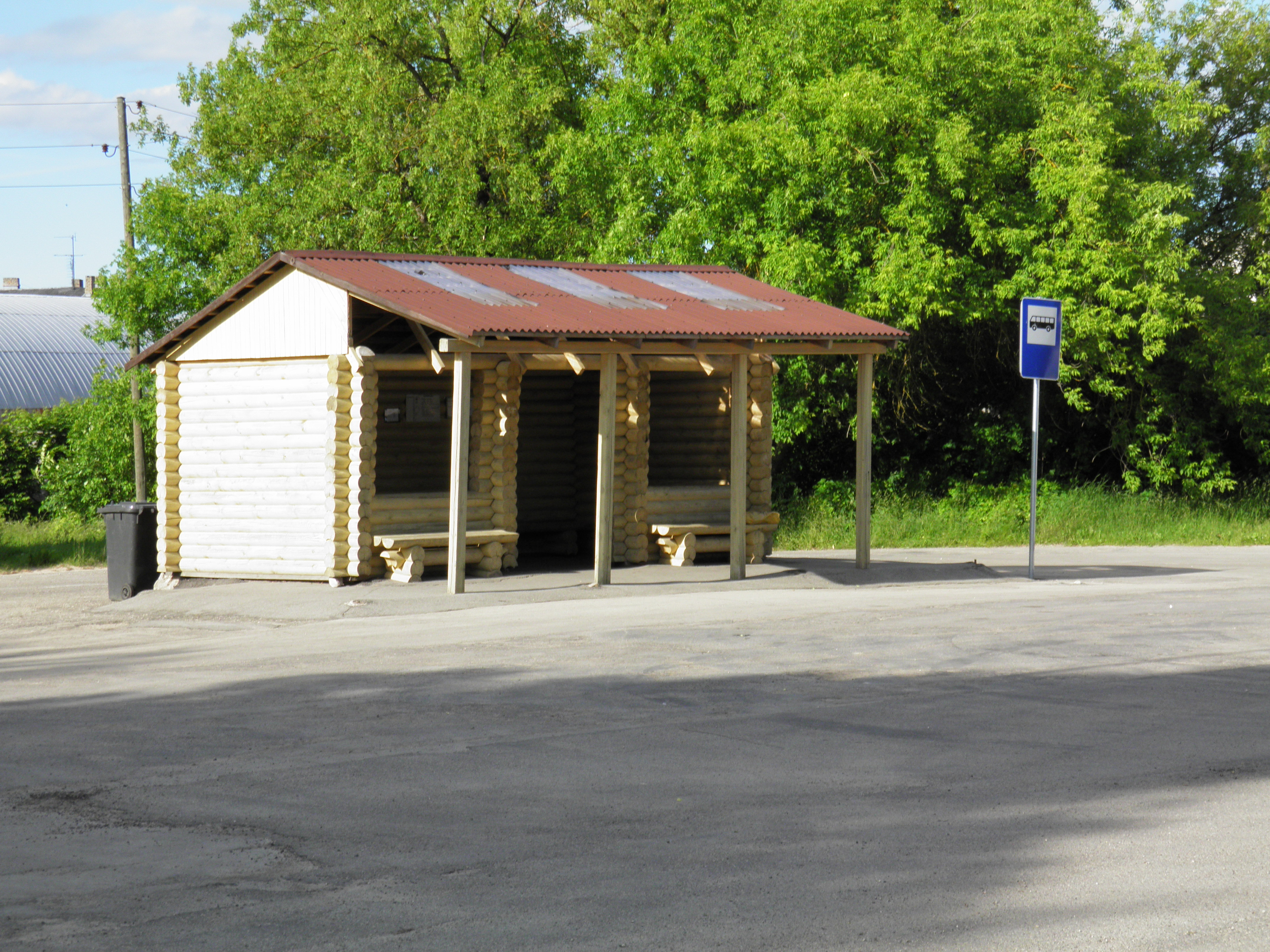
Un arrêt de bus.
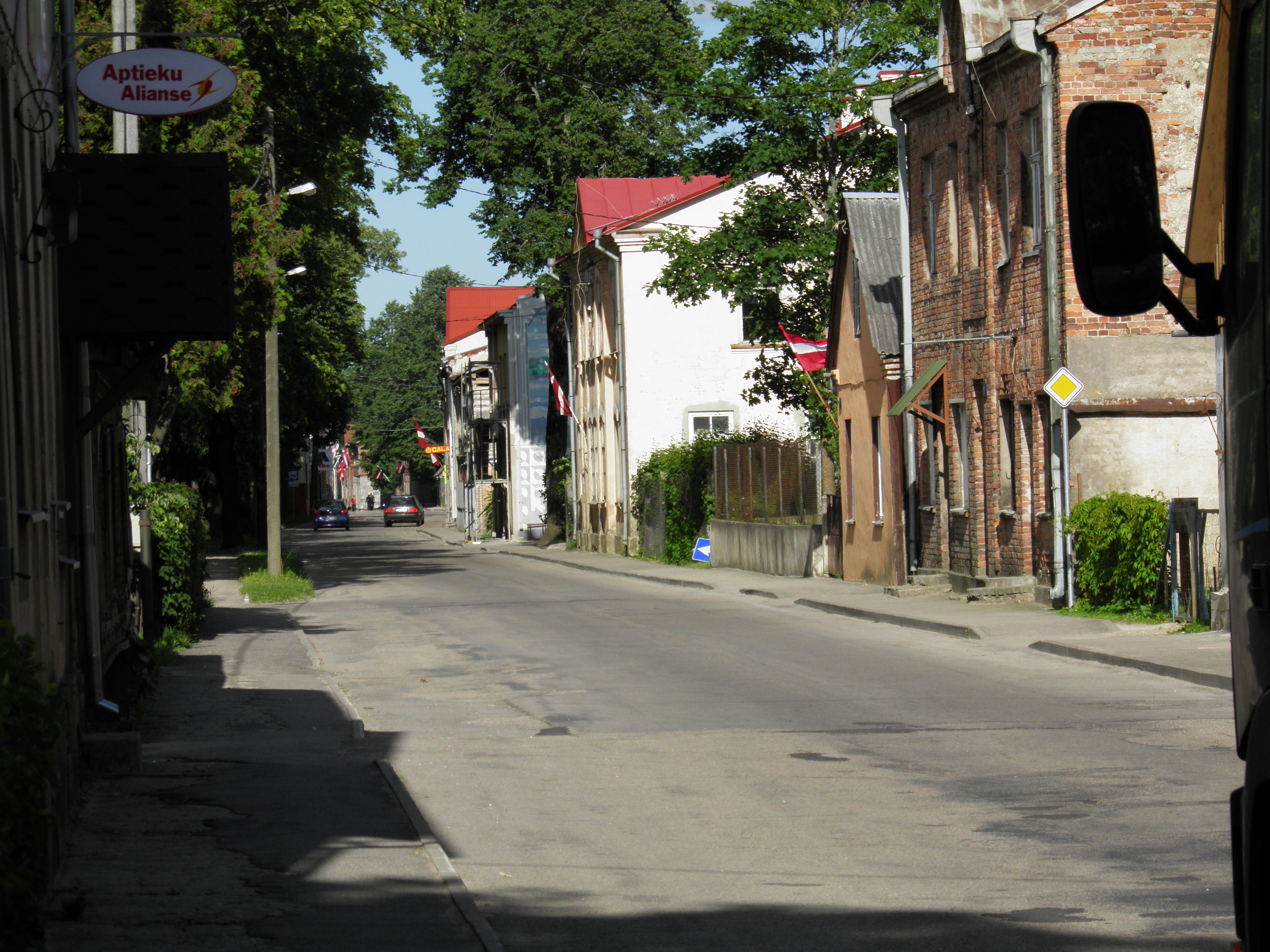
Une rue.